# Лекіти
Лекіти (пол. Lekity, нім. Lekitten) — село в Польщі, у гміні Єзьорани Ольштинського повіту Вармінсько-Мазурського воєводства.
Населення — 90 осіб (2011).
У 1975-1998 роках село належало до Ольштинського воєводства.

## Демографія
Демографічна структура станом на 31 березня 2011 року:
|          | Загалом | Допрацездатний вік | Працездатний вік | Постпрацездатний вік |
| -------- | ------- | ------------------ | ---------------- | -------------------- |
| Чоловіки | 47      | 10                 | 34               | 3                    |
| Жінки    | 43      | 8                  | 26               | 9                    |
| Разом    | 90      | 18                 | 60               | 12                   |